# DB Le Mans
Le cabriolet Le Mans est un modèle automobile produit par DB puis par René-Bonnet entre 1959 et 1964.

## DB Le Mans (1959 - 1962)

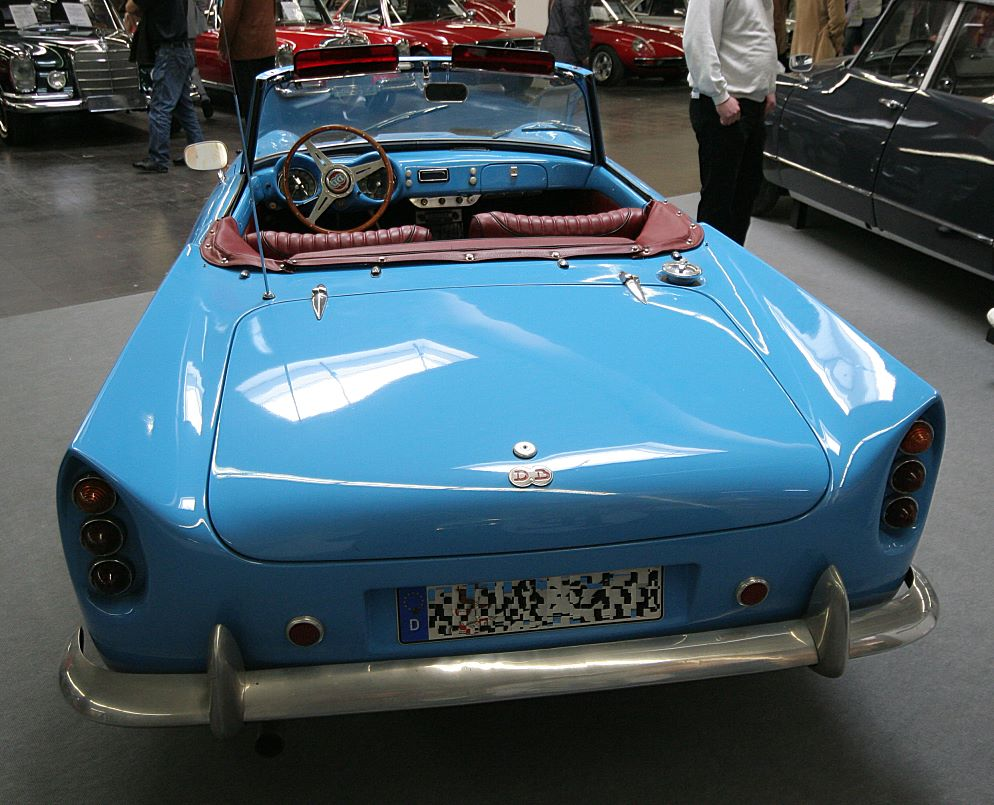
L'arrière de la DB Le Mans.

Présenté au Salon de Paris en septembre 1959, le cabriolet Le Mans possède une carrosserie en matière plastique caractérisée par deux petits ailerons à l'arrière.
L'appellation Le Mans rappelle les nombreuses participations de la marque aux 24 Heures du Mans.
Le cabriolet partage avec la Panhard PL 17 le châssis et le moteur bi-cylindre « tigre » refroidi par air de 851 cm3 et 50 ch SAE (150 km/h).
Au Salon de Paris 1960, des moteurs 702 cm3 et 954 cm3 de 75 ch SAE (170 km/h) sont aussi disponibles. Dans le même temps, un coupé - en fait un cabriolet avec un hard top fixe - apparaît.
En 1961, la gamme se compose ainsi :
- Le Mans Racing : pas de pare-chocs et deux butoirs.
- Le Mans Luxe : moteur 850 cm3 ou plus, pare-chocs, baguettes chromées, poignées de porte chromées, compte-tours, lave-glace, banquette arrière et teintes sur mesures.
- Le Mans Grand Luxe : double projecteurs Mégalux, tableau de bord gaîné, volant bois, projecteurs antibrouillard et lève-vitres électriques. Le moteur 954 cm3 est en option.

Le DB Le Mans a été produit à 200 exemplaires jusqu'au printemps 1962.

## René-Bonnet Le Mans (1962 - 1964)
À la suite de la disparition de la marque DB, René Bonnet lancera la fabrication de deux modèles dérivés de la DB Le Mans, à partir du Salon de Paris 1962, en utilisant des moteurs Renault :
- Missile (150 km/h) : utilise une plate forme de Renault 4 modifiée, un moteur Dauphine 1093 845 cm3 55 ch SAE. Il ne s'agit pas en réalité d'un dérivé de la DB Le Mans car seul son aspect général rappelle sa devancière. Aucun élément mécanique, de carrosserie ou de finition n'est identique à la DB, ce qui en fait un modèle totalement nouveau. Les mensurations sont différentes et la Missile est une stricte deux places.

- Le Mans (165 km/h) : reprend la carrosserie avec double projecteurs et une partie de la plateforme de l'ancien DB Le Mans Luxe. Les trains roulants empruntés à Estafette à l'avant, spécifique au modèle à l'arrière, et le moteur Estafette est poussé à 70 ch SAE. Par rapport aux modèles à moteur Panhard, la Le Mans à moteur Renault se reconnait au gros bossage de capot.

Jusqu'à fin 1964, le René-Bonnet Missile a été produit à environ 297 exemplaires et le René-Bonnet Le Mans à environ 60 exemplaires.